# Neanthes flindersi
Neanthes flindersi är en ringmaskart som beskrevs av Wilson 1984. Neanthes flindersi ingår i släktet Neanthes och familjen Nereididae. Inga underarter finns listade i Catalogue of Life.